# Баковці
Баковці (словен. Bakovci) — поселення в общині Мурська Собота, Помурський регіон, Словенія. Висота над рівнем моря: 188 м.